# Juan de Zúñiga Avellaneda y Bazán
Juan de Zúñiga Avellaneda y Bazán (1541-Peñaranda de Duero,4 de septiembre de 1608), noble español de la Casa de Zúñiga, I duque de Peñaranda de Duero, grande de España, conde consorte de Miranda del Castañar y marqués consorte de La Bañeza, caballero de la Orden de Santiago, hombre de armas y luego de estado en los reinados de Felipe II y Felipe III, virrey y capitán general del principado de Cataluña, miembro del Consejo de Estado de Felipe II y de Felipe III, virrey  y capitán general del reino de Nápoles, presidente del Consejo de Italia, presidente del Consejo de Castilla.

## Filiación
Hijo de Francisco de Zúñiga y Avellaneda, IV conde de Miranda del Castañar, grande de España, y de su esposa María de Bazán y Ulloa, IV vizcondesa de los Palacios de la Valduerna, hija heredera de Pedro de Bazán, III vizconde de Palacios de la Valduerna, señor de Baztán, de La Bañeza, y otras villas. Juan como segundogénito heredó el mayorazgo de Cárdenas instituido por su abuela materna María Enríquez de Cárdenas, por lo que se llamó Juan de Zúñiga y Cárdenas. Al contraer matrimonio con su sobrina María de Zúñiga Avellaneda y Pacheco, VI condesa de Miranda del Castañar, grande de España, II marquesa de La Bañeza, cambió sus apellidos para conservar los títulos y estados de su casa, llamándose desde entonces Juan de Zúñiga Avellaneda y Bazán. Su esposa era hija de su hermano Pedro de Zúñiga Avellaneda y Bazán, V conde de Miranda del Castañar, grande de España, V vizconde de los Palacios de la Valduerna, I marqués de La Bañeza, y de su esposa Juana Pacheco de Cabrera. En su matrimonio tuvo siete hijos, de ellos sólo tres sobrevivieron: Pedro, III marqués de la Bañeza, casado con María de la Cueva y Córdova, fallecido sin descendencia antes que su padre, Diego, quien lo vino a suceder y fue II duque de Peñaranda de Duero, grande de España, IV marqués de la Bañeza, casado con Francisca de Sandoval y la Cerda, hija de Francisco de Sandoval y Rojas, I duque de Lerma, V marqués de Denia, y de su esposa Catalina de la Cerda y Portugal, y Aldonza, monja en el monasterio de la Encarnación de Peñaranda de Duero.

## Gentilhombre de cámara del infante Carlos, capitán en la Guerra de Granada
Gentilhombre de cámara del infante Carlos, primogénito del rey Felipe II desde 1561 hasta 1568. Los moriscos de la Alpujarra y sierra de Ventomis de Granada comenzaron a fines de 1568 a rebelarse y cometer crímenes contra los cristianos. El rey Felipe II el 17 de marzo de 1569 ordena al Comendador Mayor de Castilla y vicealmirante de las galeras de España, Luis de Requeséns y Zúñiga (tío de Juan de Zúñiga Avellaneda y Bazán) saliese de Italia  a defender las costas del sur contra los berberiscos. Luis salió de Roma el 23 de marzo de 1569 y desembarcó en Palamos el 28 de abril, llevando 24 galeras con los tercios de infantería española de Nápoles y Milán. Semanas después dispone Felipe II enviar a Juan de Austria, su medio hermano, a dirigir la guerra contra los moros sublevados. Juan de Austria sale de Aranjuez en dirección a Granada el 6 de abril de 1569. Juan de Austria al lado de Juan de Zúñiga Avellaneda y Bazán hicieron su entrada el 12 de abril de 1569 en la Alhambra de Granada, donde fueron recibidos por las autoridades de la ciudad.
El comendador mayor de Castilla, Luis de Requeséns, desembarcó el 6 de junio de 1569 en Torrox (Málaga) y al día siguiente ordenó el asalto del fuerte de Frigiliana, atacándolo por los cuatro costados. Al conde de Miranda, Juan de Zúñiga Avellaneda, capitán de 400 aventureros y parte del tercio de Nápoles mandó subir al peñón, cuyo alto lo dominaba el fuerte, por el lado de la mar. Después de un valiente y victorioso asalto, fue tomado el fuerte de Frigiliana el 8 de junio de 1569. Casi todos los capitanes recibieron heridas, el conde de Miranda fue herido de un arcabuzazo y de un flechazo en la misma parte del muslo, temiendo se le amputase la pierna, lo que no fue necesario. Juan viajó con su tío Luis, comendador mayor de Castilla, a Italia, donde militó a su mando por tierra y mar en las guerras de la Santa Liga.

## Miembro del Consejo de Estado de Felipe II, virrey de Cataluña
Juan fue nombrado en 1579 miembro del Consejo de Estado del rey Felipe II. Cargo que desempeñó hasta 1582, cuando fue nombrado virrey y capitán general del principado de Cataluña. Durante su gobierno tuvo que hacer defender las costas del principado contra los ataques de la armada turca.   Juan siendo virrey de Cataluña recibe en Barcelona el 18 de febrero de 1585 a Carlos Manuel duque de Saboya y toma parte en la ceremonia de las bodas del duque de Saboya con la Infanta Catalina Micaela, hija de Felipe II. Participa con el rey Felipe II a las Cortes de Monzón, Huesca, celebradas de junio a diciembre de 1585. En esa época su tío Juan de Zúñiga y Requeséns, fue virrey de Nápoles hasta 1582, luego presidente del Consejo de Estado del rey Felipe II, y desde 1583  ayo y preceptor del infante Felipe III.

## Virrey y capitán general del reino de Nápoles
En 1586 el rey Felipe II lo nombró virrey y capitán general del reino de Nápoles, cargo que tomó en posesión el 18 de noviembre de 1586 y lo ejerció hasta el 25 de noviembre de 1595. Durante su gobierno purgó el reino de Nápoles de bandidos criminales, que estaban organizados y protegidos por personas poderosas y por la plebe. Los dos bandidos de más fama fueron Marco Sciarra, llamado el Rey de la Campaña, y Benito Mangon. Tuvo que afrentarse a las invasiones de los turcos. Realizó obras públicas de renovación y restauración de puentes y fachadas, embelleciendo la ciudad, restauró el panteón de los reyes aragoneses. La diputación de Nápoles en reconocimiento a su labor destacada, y por la justicia, milicia y hacienda real que gozaron durante los nueve años de su gobierno, le regaló dos fuentes de oro, que llevaban grabado su escudo de armas y el lema COMES A MIRANDA ADMIRANDVS COMES. El conde de Miranda agradecido, a su salida para España hizo alto en Gaeta, y entregó las fuentes a un familiar suyo, para que la devolviera este valioso regalo a la diputación. La diputación de Nápoles y con ellos todo el reino de Nápoles quedó admirado de su Grandeza.

## Miembro del Consejo de Estado y presidente del Consejo de Italia
A su regreso de Italia se reincorpora en el Consejo de Estado del rey Felipe II, y lo nombra presidente del Consejo de Italia. En 1593 comendador de la Membrilla en la Orden de San Jaime de la Espada. En 1596 agasaja en compañía de su hijo Diego al rey Felipe II en su palacio de Madrid, situado en la calle del Conde Duque, con motivo de la visita de la imprenta real.

## Miembro del Consejo de Estado del rey Felipe III, presidente del Consejo de Italia, presidente del Consejo de Castilla
Desde el fallecimiento de rey Felipe II acaecido el 13 de septiembre de 1598, perteneció el conde de Miranda al Consejo de Estado del rey Felipe III. Acompañó en febrero de 1599 al rey Felipe III a su visita del reino de Valencia y de la villa de Denia. El 13 de mayo de 1599 Felipe III lo nombró presidente del Consejo de Castilla, en reemplazo de Rodrigo de Vázquez, iniciando así un cambio de personajes del gobierno de su padre, a sugerencias de su valido Francisco Gómez de Sandoval y Rojas, V marqués de Denia, IV conde de Lerma,  elevado en 1599 a duque de Lerma. La abuela paterna del duque de Lerma, Catalina de Zúñiga Avellaneda, era tía carnal de Juan de Zúñiga Avellaneda y Bazán. Juan era también consuegro del duque de Lerma. El conde de Miranda tomó posesión de la presidencia de Castilla el 12 de junio de 1599, reteniendo la presidencia del Consejo de Italia.
La Junta de los Cuatro fue instituida por el rey Felipe III el 3 de febrero de 1601. La misión de la junta era revisar las consultas, cartas, informes, etc. enviadas al rey y ofrecer al rey y a su valido soluciones a los negocios de la monarquía. La Junta de los Cuatro la formaban en julio de 1601, Juan de Idiáquez (ministro que fue de Felipe II), fray Gaspar de Córdoba (confesor del rey), Pedro Franqueza (secretario con voto) y Juan de Zúñiga Avellaneda. Felipe III ordena en octubre de 1602 a la Cámara de Castilla, limitar a tres el número de candidatos a un nombramiento de virrey, gobernador o embajador, y que el voto del conde de Miranda tendría más influencia en su decisión.
El conde de Miranda y fray Gaspar de Córdoba informan al rey Felipe III por carta de 22 de enero de 1602, que era necesario para conseguir la derrota de los rebeldes de los Países Bajos el aislarlos de Inglaterra y Francia.
A petición del rey Felipe III y de acuerdo con su valido el duque de Lerma, se acordó que a partir de las Cortes de Valladolid celebradas en 1602, las sesiones de las Cortes y las negociaciones con los procuradores deberían ser más cortas y efectivas para conseguir los subsidios para la monarquía.
Felipe III ordena el 5 de mayo de 1603 crear la junta de Hacienda, conocida como Junta del Desempeño General, formada por 5 miembros, entre ellos el duque de Lerma y el conde de Miranda, responsables de tener poder completo sobre la administración de las finanzas reales, bienes, financiación y desempeño de la hacienda real en el plazo de tres años. Felipe III por real decreto de 16 de diciembre de 1606 ordenó el establecimiento de una nueva Junta de Hacienda en sustitución de la anterior y con poderes y funciones sin limitación alguna, como si el mismo lo ordenara y mandara. La junta la componían 10 miembros, entre ellos el duque de Lerma y el conde de Miranda
En el palacio de los Zúñiga de Valladolid se celebró el juramento de las paces con Inglaterra en junio de 1605, firmadas por el rey Felipe III y el enviado del rey Jacobo I de Inglaterra, el Almirante Charles Howard, Conde de Nottingham.
El rey Felipe III nombró en 1606 al conde de Miranda para que hiciese la visita de su ministro Rodrigo Calderón, marqués de Siete Iglesias. El proceso de corrupción y enriquecimiento de Rodrigo Calderón se inició en enero de 1607.
El conde de Miranda fue uno de los tres consejeros de la junta para resolver el problema de la expulsión de los moriscos de España constituida el año de 1607. Los otros dos consejeros fueron Fray Jerónimo Xavierre, confesor del rey Felipe III y Juan de Idiáquez, Comendador Mayor de León. Ellos se pronunciaron por el uso del procedimiento de convicción. La "Junta de Dos" compuesta por el conde de Miranda y Juan de Idiáquez en su consulta de 29 de septiembre de 1607 son informados por el duque de Lerma sobre las noticias recibidas por Antonio Pérez (secretario que fue del rey Felipe II, refugiado político en la corte de París, y ahora espía al servicio del duque de Lerma) sobre el apoyo del gobierno francés a los rebeldes holandeses y a los moriscos subversivos de Andalucía, para debilitar y desestabilizar España. El Consejo de Estado en su reunión del 30 de enero de 1608 se manifestó por la expulsión de los moriscos.
El rey Felipe III le concede por real cédula de 22 de mayo de 1608 el título de Duque de Peñaranda de Duero y le subroga el título de Grande de España, que llevaban los condes de Miranda del Castañar. El conde de Miranda, colaborador más estrecho del valido, pidió al rey Felipe III licencia para retirarse a la vida privada, falleciendo tres meses después en su palacio de Peñaranda de Duero a la edad de 57 años.
Nota: La correspondencia entre el rey Felipe II y el conde de Miranda, Juan de Zúñiga Avellaneda y Bazán, de los años 1581 al 1595 conserva el archivo de la Casa de Alba en Madrid,  bajo la signatura ES.28079.APF/1.300.

## Vida señorial, patronazgos
Juan de Zúñiga Avellaneda y Bazán otorgó su testamento en 1605 en Valladolid. Concluyó en Peñaranda de Duero la construcción del Monasterio de las Franciscanas Concepcionistas, comenzado por su abuelo Francisco de Zúñiga Avellaneda y Velasco, III conde de Miranda del Castañar. Elaboró en 1608 los estatutos de la Iglesia colegial de Santa Ana, fundación y patronazgo de los condes de Miranda. Fundó el Hospital de la Piedad en Peñaranda de Duero, para socorrer a los pobres, enfermos y desvalidos. El edificio es de dos plantas con un patio cuadrado céntrico. Las salas se abren al patio. El edificio tiene un carácter de una residencia señorial. Fundó en 1603 el Convento de los Carmelitas Descalzos en Peñaranda de Duero. La comunidad religiosa se estableció en 1608. La iglesia es un suntuoso edificio neo clásico. Fue enterrado en la capilla de san Pedro Regalado del convento de Domus Dei en Aguilera (Burgos). La iglesia, patronato de los condes de Miranda, la hizo restaurar en 1593 y la enriqueció con reliquias que trajo de Italia, regalo de los papas. Su esposa María de Zúñiga Avellaneda y Pacheco, VI condesa de Miranda del Castañar, testó en 1628 y falleció en 1630.